# Béla Barényi

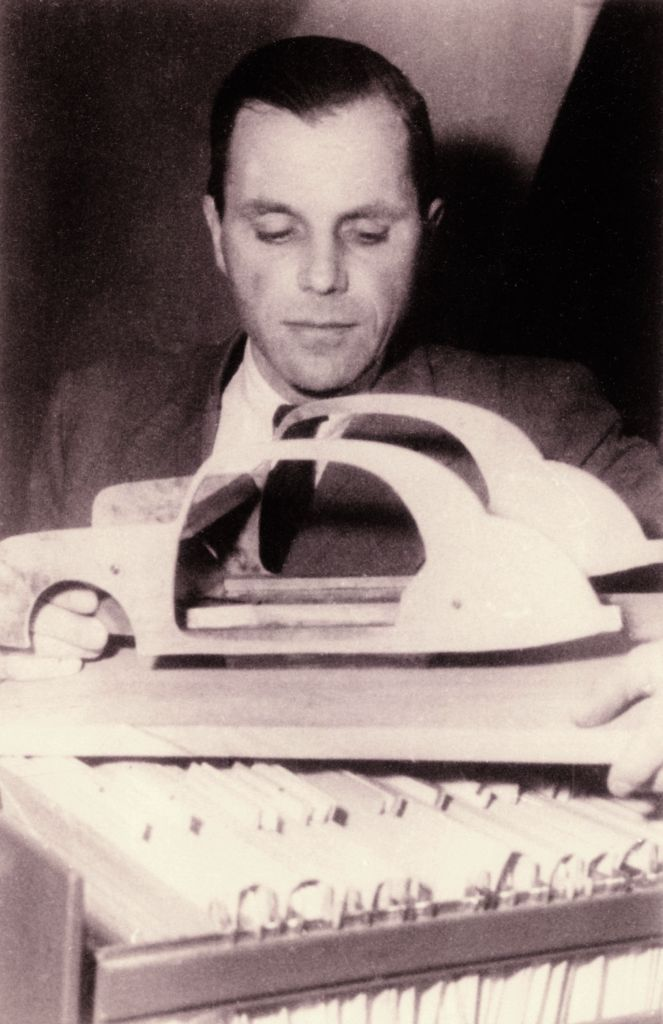
Béla Barényi (1939)

Béla Barényi (* 1. März 1907 in Hirtenberg, Niederösterreich; † 30. Mai 1997 in Böblingen) war ein Konstrukteur, der als einer der Begründer der passiven Sicherheit im Automobilbau gilt. Barényi hatte ungarische Vorfahren. Im Laufe der Jahrzehnte wechselte seine Staatsangehörigkeit von österreichisch über die tschechoslowakische zur deutschen.

## Leben

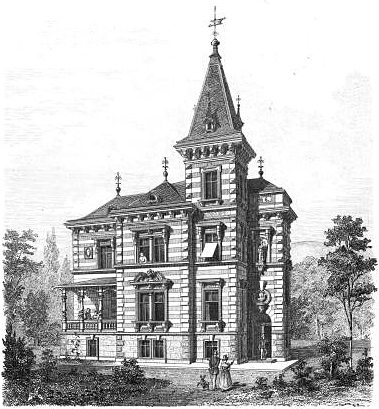
Geburtshaus Barényis

Béla Barényi wurde in der Keller’schen Villa am Bach in Hirtenberg geboren. Da sein Vater Eugen Barényi (1866–1917) aus Preßburg stammte, wurde er bei Gründung der ČSR (1918) tschechoslowakischer Staatsbürger. Barényis Vater war (bei Dienstende) Major in der k.u.k. Armee, (ab 1895) Lehrer an der Infanteriekadettenschule Kamenitz sowie Professor für Naturwissenschaften an der Militär-Realschule in Fischau; seine Mutter, Maria, stammte aus der wohlhabenden Familie Keller. Barényis Urgroßvater war Seraphin Keller (1823–1882), Gründer der Hirtenberger Patronenfabrik, sein Großvater, Fridolin Keller (1849–1923), ab 1890 mit einem eigenen Unternehmen Guldenmillionär geworden, besaß einen luxury Austro-Daimler und begründete bzw. vertiefte somit Bélas Interesse am Automobilbau. Bélas Bruder, Friedrich Barényi (1901–1984), war als Mathematiker bei Junkers an der Entwicklung des ersten Düsentriebwerks beteiligt.
Nach der Volksschule in Preßburg, Bürger- und Realschule (Wien und Waidhofen an der Ybbs) sowie einem ausgezeichneten Abschluss an der öffentlich-rechtlichen Privatfachschule für Maschinenbau und Elektrotechnik in der Siebenbrunnengasse 35 in Wien-Margareten, sammelte er ab 1928 Berufserfahrung bei den Steyr-Werken in Wien, den Adlerwerken in Frankfurt, GETEFO in Berlin sowie der Société Pendelastic bzw. Soprotec in Paris.
Er trat bereits zum 1. Oktober 1932 der NSDAP bei (Mitgliedsnummer 1.300.761).
Ab 1939 arbeitete Barényi auf Vermittlung seines Studienfreunds Karl Wilfert für die Daimler-Benz AG und machte die passive Sicherheit von Autos zu seinem Berufs- und Lebensziel. Ein Jahr später wurde er deutscher Staatsbürger und heiratete im selben Jahr Maria Killian – die Ehe blieb kinderlos. Gemeinsam mit Daimler-Benz-Entwicklungsvorstand Hans Scherenberg formulierte Barényi 1966 die bis heute gültige Aufteilung von aktiver und passiver Sicherheit.
Nach dem Zweiten Weltkrieg begann er mit den Projekten Terracruiser und Concadoro. 1946 wurde er als politisch belastet entlassen, aber bereits 1948 wurde er wieder als Entwicklungsingenieur mit dem Aufgabengebiet Spezialuntersuchungen und Ausarbeitung von Konstruktionsvorschlägen eingestellt.
1953 setzte Barényi seine Ansprüche auf die von Ferdinand Porsche angemeldeten Patente vor Gericht durch. Barényi konnte nachweisen, dass er bereits in den 1920er Jahren das Konzept des Käfers detailliert dargelegt, aber nicht ausreichend durch Patente abgesichert hatte. 1955 verklagte Barényi die Volkswagenwerk G.m.b.H. auf Urheberrechtsverletzung, woraufhin seine Urheberschaft am VW Typ 1 gerichtlich anerkannt wurde.
Seine Visionen, Konstruktionen und Erfindungen machten Fahrzeuge der Marke Mercedes-Benz zu den sichersten ihrer Zeit. Erstes Projekt war ein neuartiger Plattformrahmen für das Mercedes-Benz-170V-Cabriolet (Baureihe W 136), der Insassen bei einem Seitenaufprall besser schützte als bei früheren Konstruktionen. Seine am 30. Oktober 1952 ausgegebene Patentschrift mit der Nummer (DE-)854157 gilt heute als die Basis der passiven Sicherheit im Fahrzeugbau. Die Serieneinführung dieses Konzepts erfolgte 1953 bei der „Ponton“-Baureihe W 120. 1948 erfand er ein Prinzip für versenkte Scheibenwischer, die in abgeschaltetem Zustand von der Karosserie verdeckt sind und dadurch ein geringeres Verletzungsrisiko für Fußgänger bedeuten. Verwirklicht wurde diese Idee in der von 1979 bis 1991 gebauten S-Klasse W 126. Die Sicherheitslenksäule geht auf eine Barényi-Idee aus dem Jahr 1947 zurück.
1951 gelang Barényi ein Durchbruch in der Sicherheitsentwicklung, als er die Grundlage der Sicherheitsfahrgastzelle zum Patent anmeldete. Die definierte Knautschzone in Verbindung mit einer hochfesten Fahrgastzelle ist ein Meilenstein der passiven Sicherheit. In der im August 1959 präsentierten Oberklasse-Baureihe W 111, der „Heckflosse“, ging diese Innovation erstmals in Serie. 1963 erfand Barényi die „Sicherheitslenkwelle für Kraftfahrzeuge“ und ließ diese Technik patentieren. Als vollständiges System hatte diese Sicherheitslenkung 1976 in der Baureihe W 123 Premiere. Neben seinem Engagement für die passive Sicherheit entwickelte Barényi auch wegweisende Automobilkonzepte wie das Wohnmobil Mercedes-Benz Großer Reisewagen und das Kompaktfahrzeug K-5.
Ab 1955 bis zu seiner Pensionierung 1974 leitete er die Vorentwicklung bei Daimler-Benz. Sein Haus in Maichingen und das darin eingerichtete Archiv verkaufte Barényi Mitte der 1990er Jahre an die Mercedes-Benz AG.
Béla Barényi, der Vater der passiven Sicherheit, Urheber von 2500 angemeldeten Patenten, starb am 30. Mai 1997 im Alter von 90 Jahren in Böblingen. Teile seines Nachlasses erhielt das Technische Museum Wien.

## Ehrungen

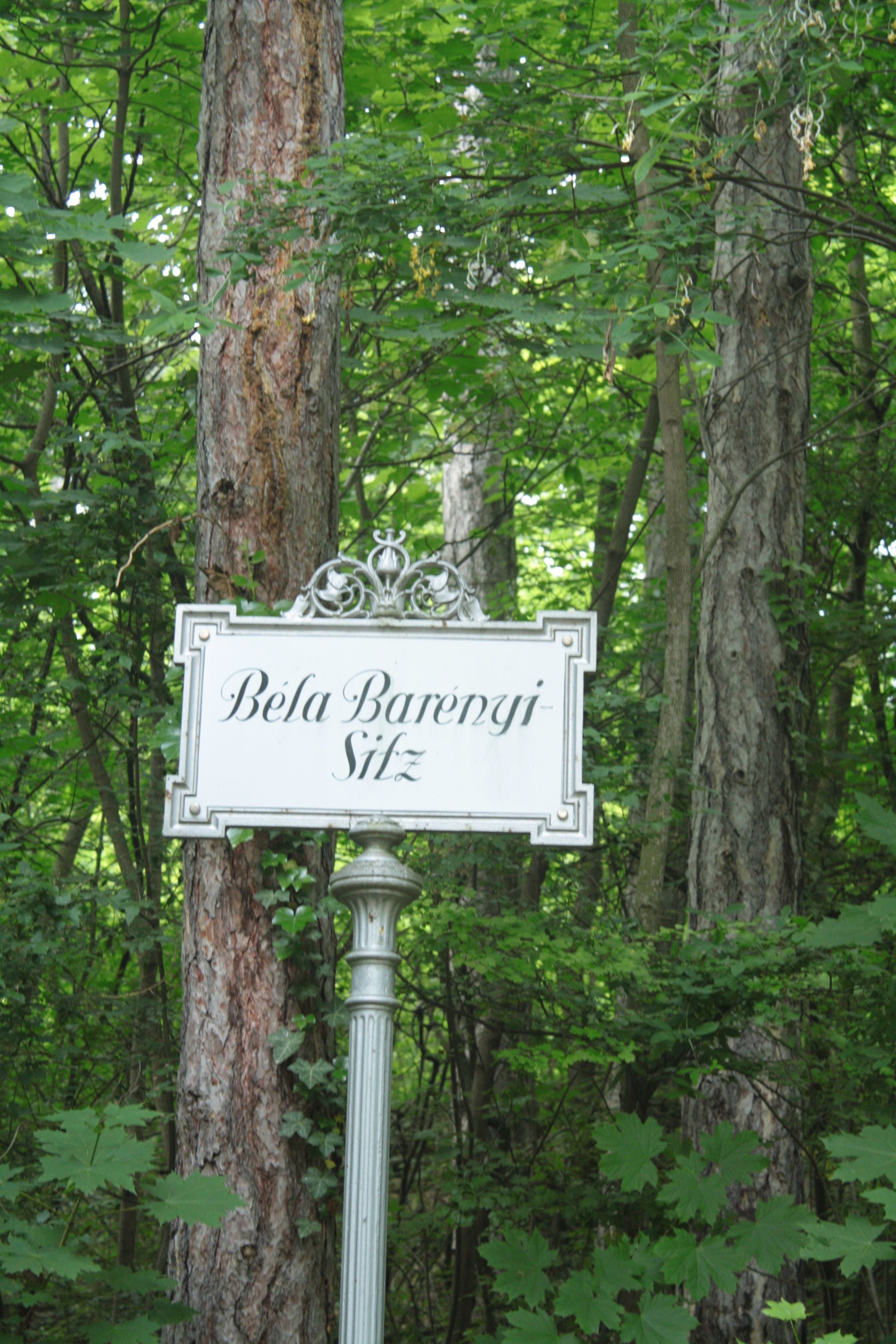
Barényi-Sitz in Baden bei Wien

- 1967: Rudolf-Diesel-Medaille des Deutschen Erfinder-Verbandes
- 1981: Aachener und Münchener Preis für Technik und angewandte Naturwissenschaften[13]
- Ehrenplakette der Stadt Sindelfingen (1987)
- Ehrenbürger von Terracina (1987)
- (Österreich) Berufstitel Professor (1989)
- Kulturpreis 1989 der Stadt Baden bei Wien (1990)[14] für hervorragende Leistungen auf dem Gebiet der Wissenschaft
- Aufnahme in die Automotive Hall of Fame (1994)
- Großes Bundesverdienstkreuz (5. Oktober 1995)[15]
- Aufnahme in die European Automotive Hall of Fame in Genf (2007)
- Das Mercedes-Benz-Werk Sindelfingen steht in der Béla-Barényi-Straße.
- Die Stadt Baden bei Wien benannte 1990 in ihrem Kurpark einen Béla-Barényi-Sitz; am 1. März 1994 wurde an der Villa Welzergasse 33 (ehemalige Villa Georgsberg bzw., ab 12. Juni 1920[16], Schloß-Hotel „Bellevue“)[17] eine Gedenktafel enthüllt.[18]

## Béla-Barényi-Preis

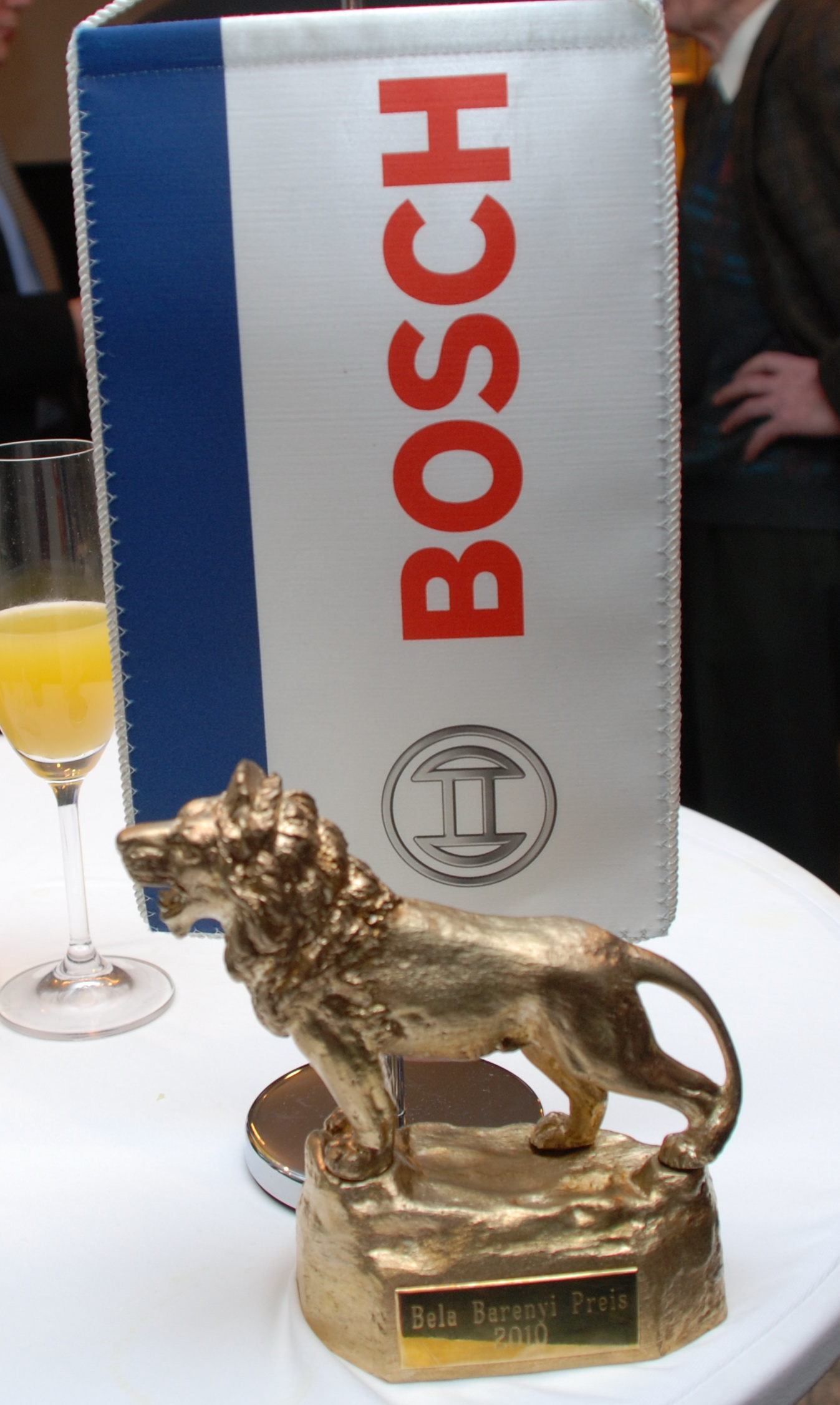
Béla-Barényi-Preis

Ihm zu Ehren wird seit 2005 von der Arbeitsgemeinschaft für Motorveteranen (AMV) und von Bosch für Leistungen an Personen, die sich in der Vergangenheit um den Kraftfahrzeugverkehr verdient gemacht haben, der Béla-Barényi-Preis in der Wiener Zentrale des ÖAMTC verliehen.
- 2005: Patricia H. Fischer[20]
- 2006: Ernst Fiala
- 2007: Martin Pfundner (1930–2016), Motorsportjournalist und Manager[19][21]
- 2008: Gustav Trubatsch,[22] Generaldirektor von Castrol Austria
- 2009: Fritz Indra, 1985–1998 Direktor Vorausentwicklung der Adam Opel AG[19][23]
- 2010: Heinz Prüller, Sportreporter
- 2011: Jürgen Stockmar (Ehemaliger Vorstand von Audi, Opel und Magna)
- 2012: Hans Peter Lenz[24]
- 2013: Hans Herrmann Rennfahrer[25]
- 2014: Hans Alfred Staffen Sportarzt, FA Chirurgie[26]
- 2015: Elisabeth Mesicek Vizepräsidentin im Vorstand der ÖGHK[27]
- 2016: Helmut Zwickl, Motorsportjournalist[28]
- 2017: Wolfgang Brandstetter, Bundesminister für Justiz und Vizekanzler der Republik Österreich[29]
- 2018: Georg Hönig,[30]
- 2019: Kurt „Masta“ Bergmann (1929–2021), Rennstallbetreiber in der Formel V[31]
- 2020: keine Verleihung, verschoben auf 2021[32]
- 2021: Wolfgang Ullrich (für sein Engagement im Motorsport)[33]